# Craig Pickering
Pour les articles homonymes, voir Pickering (homonymie).
Craig Pickering (né le 16 octobre 1986 à Crawley) est un athlète anglais, spécialiste du sprint.

## Biographie
Craig Pickering a réalisé 10 s 14, record personnel, en terminant deuxième des Championnats d'Europe espoirs à Debrecen (le 13 juillet 2007).
À Munich, le 23 juin 2007, il remporte avec le relais britannique la Coupe d'Europe avec Tyrone Edgar, Marlon Devonish et Mark Lewis-Francis. 

Le 15 août 2008, il finit 5e de son quart de finale du 100 m des Jeux olympiques 2008 à Pékin en 10 s 18 derrière notamment Usain Bolt, Darvis Patton, et Francis Obikwelu.

## Palmarès

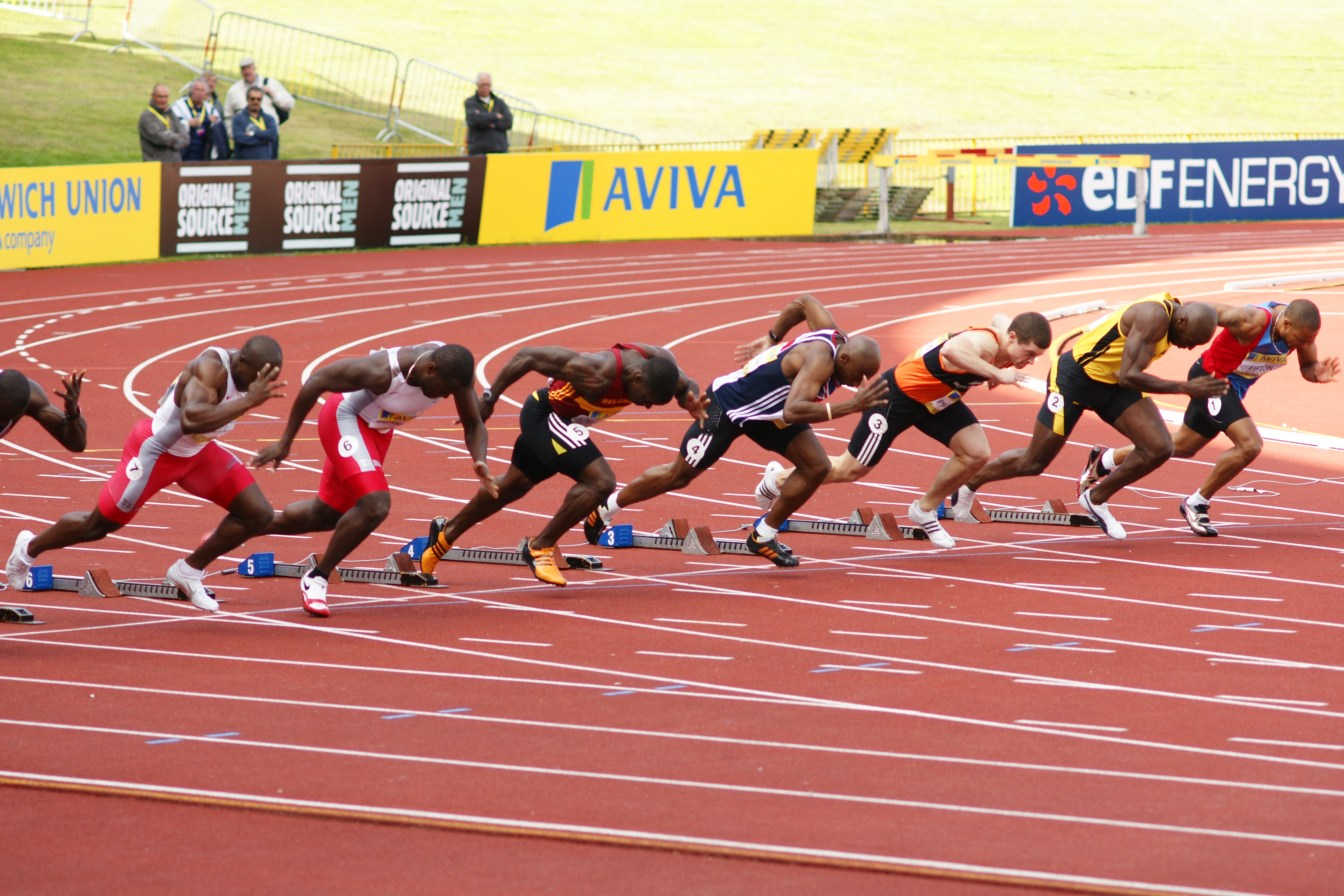
Pickering (3e à droite), concourant aux sélections britanniques pour les Jeux olympiques 2008, Birmingham

### Championnats du monde d'athlétisme
- Championnats du monde d'athlétisme de 2007 à Osaka ( Japon) 
  - éliminé en demi-finale sur 100 m
  -  Médaille de bronze en relais 4 × 100 m, en 37 s 90

### Championnats d'Europe d'athlétisme en salle
- Championnats d'Europe d'athlétisme en salle 2007 à Birmingham :
  -  Médaille d'argent du 60 m

### Championnats du monde junior d'athlétisme
- Championnats du monde junior d'athlétisme de 2004 à Grosseto ( Italie)
  - disqualifié en finale du relais 4 × 100 m

### Championnats du monde d'athlétisme jeunesse
- Championnats du monde d'athlétisme jeunesse 2003 à Sherbrooke  Canada
  - médaille de bronze

### Championnats d'Europe espoirs
- Championnats d'Europe espoirs d'athlétisme 2007 à Debrecen :
  -  Médaille d'argent du 100 m

### Championnats d'Europe junior d'athlétisme
- Championnats d'Europe junior d'athlétisme 2005 à Kaunas ( Lituanie)
  -  Médaille d'or sur 100 m